# Max Conrad (Chemiker)

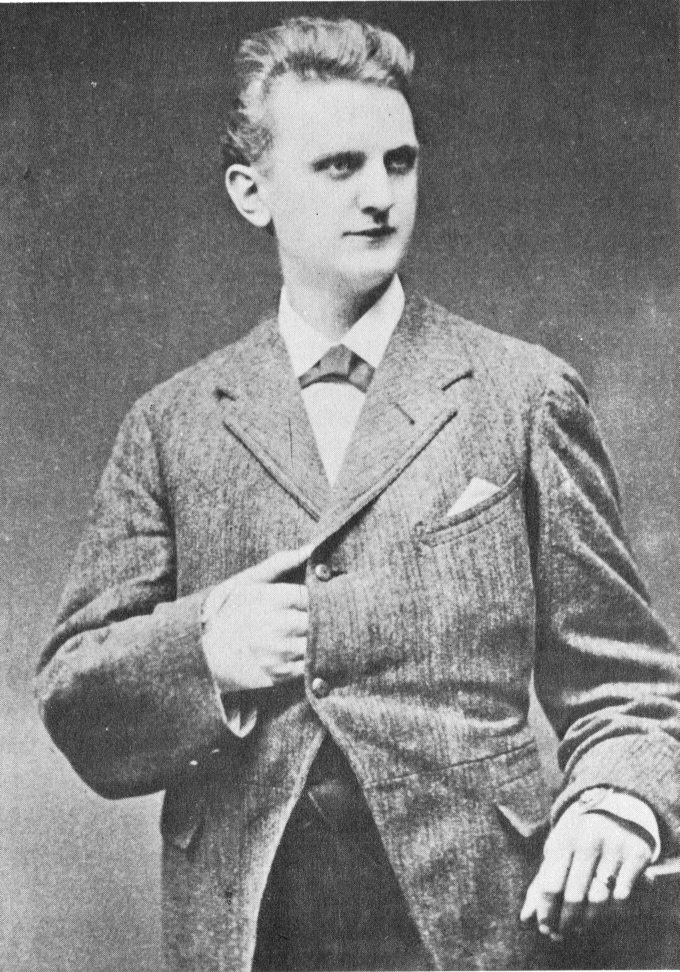
Habilitation 1875 Würzburg

Max Conrad (* 5. Juni 1848 in München; † 31. Dezember 1920 in Aschaffenburg) war ein deutscher Chemiker.

## Leben
Conrad studierte an der Universität München Medizin und nach dem Deutsch-Französischen Krieg 1870/71, angeregt von Vorlesungen von Justus von Liebig und Emil Erlenmeyer, die er in München gehört hatte, an der Julius-Maximilians-Universität Würzburg Chemie. Während seines Studiums wurde er Mitglied des Akademischen Gesangvereins Würzburg im Sondershäuser Verband und des AGV München. Er hörte bei Adolph Strecker und wurde bei Johannes Wislicenus 1872 promoviert. Danach habilitierte er sich 1875 in Würzburg und wurde 1878 zum Professor an der Forstlichen Hochschule Aschaffenburg ernannt. Ab 1893 forschte auch Erlenmeyer nach seiner Emeritierung in München dank seinem Schwiegersohn Hermann Dingler an der Forsthochschule Aschaffenburg und war dort freundschaftlich mit seinem ehemaligen Schüler Conrad verbunden. 1910 wurde Conrad wie auch die anderen Professoren emeritiert, als die Forstliche Hochschule (der Nachfolger der alten Akademie) in Aschaffenburg aufgelöst wurde und ganz nach München zog.
Er war in der nationalliberalen Partei und gründete in Aschaffenburg einen Naturwissenschaftlichen Verein, in dem er geologisch-mineralogische Exkursionen in die Umgebung organisierte, und war Konservator der städtischen naturwissenschaftlichen Sammlungen. Während des Ersten Weltkriegs übernahm er kommissarisch die Leitung der Höheren Töchterschule in Aschaffenburg.
Er war seit 1881 mit Adelheid Streiter verheiratet, mit der er vier Söhne und eine Tochter hatte. Zwei Söhne fielen im Ersten Weltkrieg.

## Werk
Er befasste sich mit Alkaloiden, Pflanzenstoffen (wie Malonsäure-Derivaten) und Synthesen organischer Verbindungen, wobei er häufig den von seinem Doktorvater Wislicenus viel untersuchten und für Synthesen benutzten Acetessigester verwendete. Nach ihm und Leonhard Limpach ist eine Synthese von Chinolin (1887) durch Kondensation von Anilin mit {\displaystyle \beta }-Keto-Estern benannt (Conrad-Limpach-Chinolinsynthese).

1882 (mit Max Guthzeit) gelang ihm 20 Jahre vor Emil Fischer die Synthese des später als Schlafmittel unter dem Namen Veronal bekannten Diethylmalonylharnstoff.
Er veröffentlichte rund hundert Arbeiten, darunter auch zur Physikalischen Chemie (Reaktionsgeschwindigkeit der Ätherbildung).

## Ehrungen und Mitgliedschaften
Seit 1887 war er Mitglied der Leopoldina.